# Lago Vadkert
El lago Vadkert (a veces también llamado Büdös-tó, «lago apestoso») es un lago cerca de la ciudad de Soltvadkert, Hungría. Se convirtió en uno de los destinos turísticos más populares de Hungría ya que tenía características similares al lago Balaton, pero con precios más baratos y sin hacinamiento.

## Historia
El lago Vadkürt se mencionó por primera vez en mapas militares en la década de 1780. Aunque se secó durante siglos, hoy es conocida a nivel nacional por sus aguas limpias y sus hermosas playas. Contiene 70 ha de agua.
Un lado del lago se usa para pescar y el otro para nadar. Hay bungalós alrededor del lago y una docena de restaurantes. Hay un par de lugares para acampar utilizados principalmente por jóvenes.

## Programas de verano
- Mayo: Reunión anual del club húngaro de motociclistas, conciertos de rock y festivales
- Primer domingo de julio: fiesta del vino, teatro y programas al aire libre
- Último fin de semana de julio: Fiesta de la cerveza, programas al aire libre y conciertos de rock
- 20 de agosto: día de San Esteban en Hungría, festivales, fuegos artificiales